# Aurelio Voltaire
Aurelio Voltaire Hernández, conosciuto semplicemente come Voltaire e recentemente come Aurelio Voltaire (L'Avana, 25 gennaio 1967), è un musicista cubano di dark cabaret.
Voltaire è anche un intrattenitore e un comico. Lavora come professore alla School of Visual Arts di New York.
Ha inciso dodici album, la maggior parte con la casa discografica Projekt Records e pubblicato alcuni libri.

## Nome
Nel passato, quando gli si chiedeva del suo vero nome, Voltaire evitava di rispondere o rispondeva, appunto, che il suo nome fosse Voltaire.
Voltaire ha scelto di usare il suo secondo nome per la sua carriera artistica poiché il suo omonimo "era un uomo che sapeva riconoscere l'ipocrisia della natura umana, e la commentava tramite la satira. In sostanza, educava le persone facendole ridere."
Secondo la scuola di arti visive dove lavora come professore, il suo vero nome è Aurelio Voltaire Hernández.
Il cantante ha attribuito Acoustic Guitar and Vocals in Ooky Spooky del 2007 ad Aurelio Voltaire Hernández, confermando il suo vero nome. Fino a quel momento aveva sempre firmato solo come Aurelio Voltaire.

## Biografia
Ancora bambino, Voltaire immigrò con la madre e la sorella nel New Jersey. Suo padre era morto quando lui aveva quattro mesi, e sua madre si risposò in seguito. Lui afferma tuttora di non avere mai apprezzato vivere nel New Jersey, dove fu più volte vittima di bullismo a causa delle sue origini, dei suoi hobby e dei suoi interessi impopolari.
All'età di dieci anni, fu ispirato dai film di Ray Harryhausen (Gli Argonauti, Il 7º viaggio di Sinbad), e iniziò a esercitarsi negli effetti speciali con un Super 8 millimetri. Racimolando informazioni da numerose fanzine del settore, imparò da autodidatta a fabbricare modellini in gommapiuma e a usarli per le animazioni.
Il suo patrigno è sempre stato descritto come un genitore oppressivo, convinto che il figlio fosse omosessuale per via della sua vocazione artistica. La sua ragazza si suicidò a soli diciassette anni, cosa che portò lui sul punto di fare altrettanto. Prima di farlo, però, si ripromise di vivere per un ultimo, intero giorno, e in quell’ultimo giorno decise di prendersi la libertà di dire e fare esattamente tutto ciò che sentiva. Tuttora, specie in occasione delle sue performance dal vivo, Voltaire racconta spesso come quel particolare giorno gli permise di ribellarsi a tutte le persone che lo avevano sempre bullizzato costantemente, e gli fece riscoprire la fiducia in sé stesso.
A diciassette anni se ne andò di casa e si trasferì a New York City. Trovò lì il suo primo lavoro come animatore per Parker Brothers. Voltaire ha sempre detto di amare New York, e che la sola altra città dove sarebbe felice di vivere è Tokyo.
È stato sposato dal 2009 al 2013 con la fidanzata di vecchia data, Jayme. Ha un figlio, Mars, nato nel 1998 da una relazione precedente.

## Discografia
- The Devil's Bris (1998)
- Almost Human (2000)
- Boo Hoo (2002)
- Then and Again (2004)
- Ooky Spooky (2007)
- To the Bottom of the Sea (2008)
- Hate Lives in a Small Town (2010)
- Spooky Songs for Creepy Kids (2010)
- Riding a Black Unicorn Down the Side of an Erupting Volcano While Drinking from a Chalice Filled with the Laughter of Small Children (2011)
- BiTrektual (2012)
- Raised by Bats (2014)
- Heart-Shaped Wound (2017)
- "What Are the Oddz?" (2019)
- "The Black Labyrinth" (2022)

## Curiosità
Voltaire ha partecipato allo show animato "Le tenebrose avventure di Billy e Mandy" con le canzoni "Brains!" e "Land of the dead", oltre che al MMORPG Adventure quest con le canzoni: "The beast of Pirate's Bay", "This ship's going down" e "To the bottom of the Sea".
Voltaire possiede anche un canale YouTube chiamato "The lair of Voltaire". Nel 2017 ha creato la web series “Gothic Homemaking”.
Nel 2016 una studentessa della Shenkar School of design and engineering- illustration department, che si fa chiamare Daria Cohen, come prova d'esame ha realizzato un corto animato usando la musica di Voltaire "The Night". Superato l'esame (sebbene alla fine si sia dovuta affrettare a concludere perché stava andando fuori tempo massimo, e questo ha portato ad un finale del corto non completamente comprensibile) ha aperto un canale youtube e ha messo online il filmato. Col tempo, ed avendo partecipato per lavoro ad alcuni progetti molto conosciuti come il famoso pilot di Hazbin Hotel, è nata la "Vampair Series", incentrata sui due personaggi di quel corto, il vampiro Duke e la ragazzina Missi, posseduta dalla magia maligna del bastone che ha rubato al vampiro. Sebben il prodotto sia fatto nel tempo libero, ha avuto molto successo, e ogni video (al momento siamo al decimo episodio) le vale talvolta anche più di venti milioni di visualizzazioni. La maggior parte di questi corti sono basati su canzoni di Voltaire, che la Cohen usa per creare una storia per i suoi due personaggi. Voltaire è a conoscenza della cosa, e a volte partecipa anche a video del di lei canale, come in "The October Batty Bits/ Animation Shorts pt.1". I video della Vampair Serie sono attualmente (tra parentesi le canzoni utilizzate)
-The Night (THe Night, Voltaire)
-Land Of The Dead (Land oF The Dead, Voltaire)
-Chapter 3: Ressurection (Fuck You, Lily Allen)
-Part 3.5: "Oweee" (Oweee, Voltaire)
-Episode 4: The silent (The Silent, Tragic Tantrum)
-The FIfth One : Zombie prostitute (Zombie Prostitute, Voltaire)
-Round 6: The showdown (Brotherswing, Caravan Palace)
-Season finale : Stuck with you (Stuck With You, Voltaire, ft. Amanda Palmer)
-Prologue Season 2 episode 1 (Prologue: Invisible/ Beetlejuice The Musical (pitched) )
-Raised by the bats (Raised by bats, Voltaire)

## Opere
- Voltaire (2002). Oh My Goth! Version 2.0. Sirius Entertainment. ISBN 1-57989-047-4
- Voltaire (2003). Oh My Goth!: Presents the Girlz of Goth!. Sirius Entertainment. ISBN 1-57989-061-X
- Voltaire, Chris Adams, David Fooden (2003). Chi-Chian: The Roleplaying Game. Aetherco/Dreamcatcher. ISBN 1-929312-03-2
- Voltaire (2004). Deady the Malevolent Teddy. Sirius Entertainment. ISBN 1-57989-083-0
- Voltaire (2004). Deady the Terrible Teddy. Sirius Entertainment. ISBN 1-57989-077-6
- Voltaire (2004). What Is Goth? - Music, Makeup, Attitude, Apparel, Dance, and General Skullduggery. Weiser Books. ISBN 1-57863-322-2
- Voltaire (2005). Deady the Evil Teddy. Sirius Entertainment. ISBN 1-57989-081-4
- Voltaire (2005). Paint It Black - A Guide to Gothic Homemaking. Weiser Books. ISBN 1-57863-361-3
- Voltaire (2007). Deady: Big in Japan. Sirius Entertainment. ISBN 1-57989-085-7[17]
- Aurelio Voltaire (2013). Call of the Jersey Devil. Spence City. ISBN 1-93939-200-4
- Aurelio Voltaire (2013 / 2014) The Legend of Candy Claws

## Filmografia parziale

### Attore
- N is for Nexus, regia di Larry Fessenden, episodio di ABCs of Death 2 (2014)
- Model Hunger, regia di Debbie Rochon (2016)
- ReAgitator: Revenge of the Parody, regia di Dylan Greenberg (2017)
- The Velocipastor, regia di Brendan Steere (2019)
- Dead West, regia di Jeff Ferrell (2016)